# Hermann Kasten (Politiker, 1885)

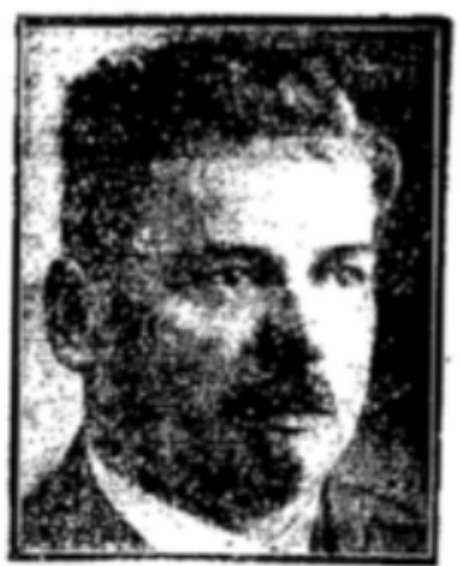
Hermann Kasten

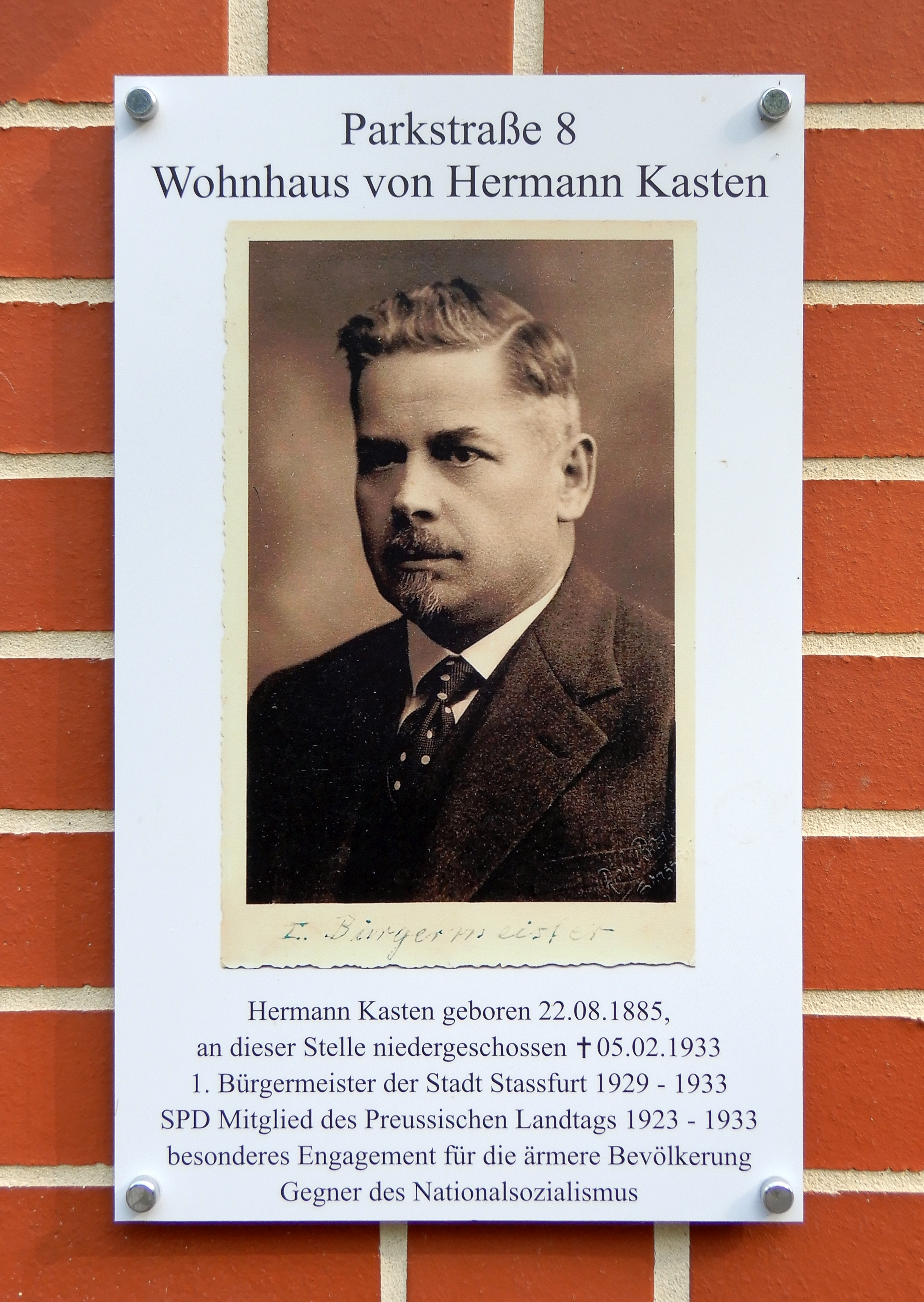
Gedenktafel für Hermann Kasten am Wohnhaus Parkstraße 8 in Staßfurt

Hermann Kasten (* 22. August 1885 in Unseburg; † 5. Februar 1933 in Staßfurt) war ein deutscher sozialdemokratischer Politiker. Kasten absolvierte eine Lehre als Maler und war von 1912 bis 1929 selbstständiger Malermeister in Schönebeck. 1929 bis 1932 war Kasten hauptamtlicher Bürgermeister von Staßfurt. Am 4. Februar 1933 wurde er im Anschluss an mehrere gewalttätigen Demonstrationen von Nationalsozialisten von einem nationalsozialistisch gesinnten Schüler rücklings erschossen.

## Leben
Hermann Kasten trat bereits 1903 der SPD und den freien Gewerkschaften bei. Auf lokaler und regionaler Ebene übernahm er vor dem Ersten Weltkrieg verschiedene Ämter in der Partei. Im Jahr 1917 trat Kasten zur USPD über und kandidierte für diese Partei 1920 vergeblich zum Reichstag. Auf der kommunalpolitischen Ebene war er von 1919 bis 1929 unbesoldeter Stadtrat in Schönebeck.
Im Jahr 1922 kehrte Kasten zur SPD zurück. Für diese Partei war er von 1923 bis 1933 Mitglied des preußischen Landtages. Außerdem war er seit 1925 Mitglied im Vorstand des Reichsstädtebundes. Von 1929 an war Kasten erster Bürgermeister der Stadt Staßfurt und örtlicher Polizeichef.
Am 4. Februar 1933 fand in Staßfurt eine Demonstration der nationalsozialistischen Sturmabteilung (SA) und des Stahlhelms statt. Auf dieser schlug ein Führer der SA einen Mann des demokratischen Reichsbanners bewusstlos. Kasten ließ den SA-Führer festnehmen und im Rathaus verhören. Kurze Zeit später wurde er wieder entlassen. Währenddessen hatte sich eine Versammlung von mehreren Personen vor dem Rathaus gebildet. Als  Kasten kurze Zeit später das Rathaus verließ und nach Hause ging, wurde er von mutmaßlich einem 17-jährigen Schüler verfolgt, der den Nationalsozialisten nahestand. Dieser schoss Kasten beim Betreten seines Grundstückes zweimal in den Rücken. Kasten konnte diesen Täter noch beschreiben, bevor er bewusstlos wurde. Kasten starb am Morgen des 5. Februars an diesen Verletzungen. Die Identität des mutmaßlichen Täters wurde dem die Untersuchung führenden Magdeburger Ersten Staatsanwalt, der die Tatumstände aufklärte, von dem örtlichen Kreisleiter der NSDAP enthüllt. Trotz fehlenden Geständnisses galt der Täter für die zuständige Staatsanwaltschaft als überführt. Nach der Reichstagswahl am 5. März, einen Monat später, wurden die demokratische Polizei und Justiz in der Provinz Sachsen außer Gefecht gesetzt, sodass es nicht mehr zu einem Gerichtsverfahren kommen konnte, denn die Nationalsozialisten und ihre Bündnispartner von der DNVP ließen keine Gerichtsverfahren gegen ihre Anhänger zu.
In Staßfurt ist seit der Zeit nach dem Zweiten Weltkrieg eine Schule nach Hermann Kasten benannt. In Schönebeck trägt eine Straße den Namen Hermann-Kasten-Straße.

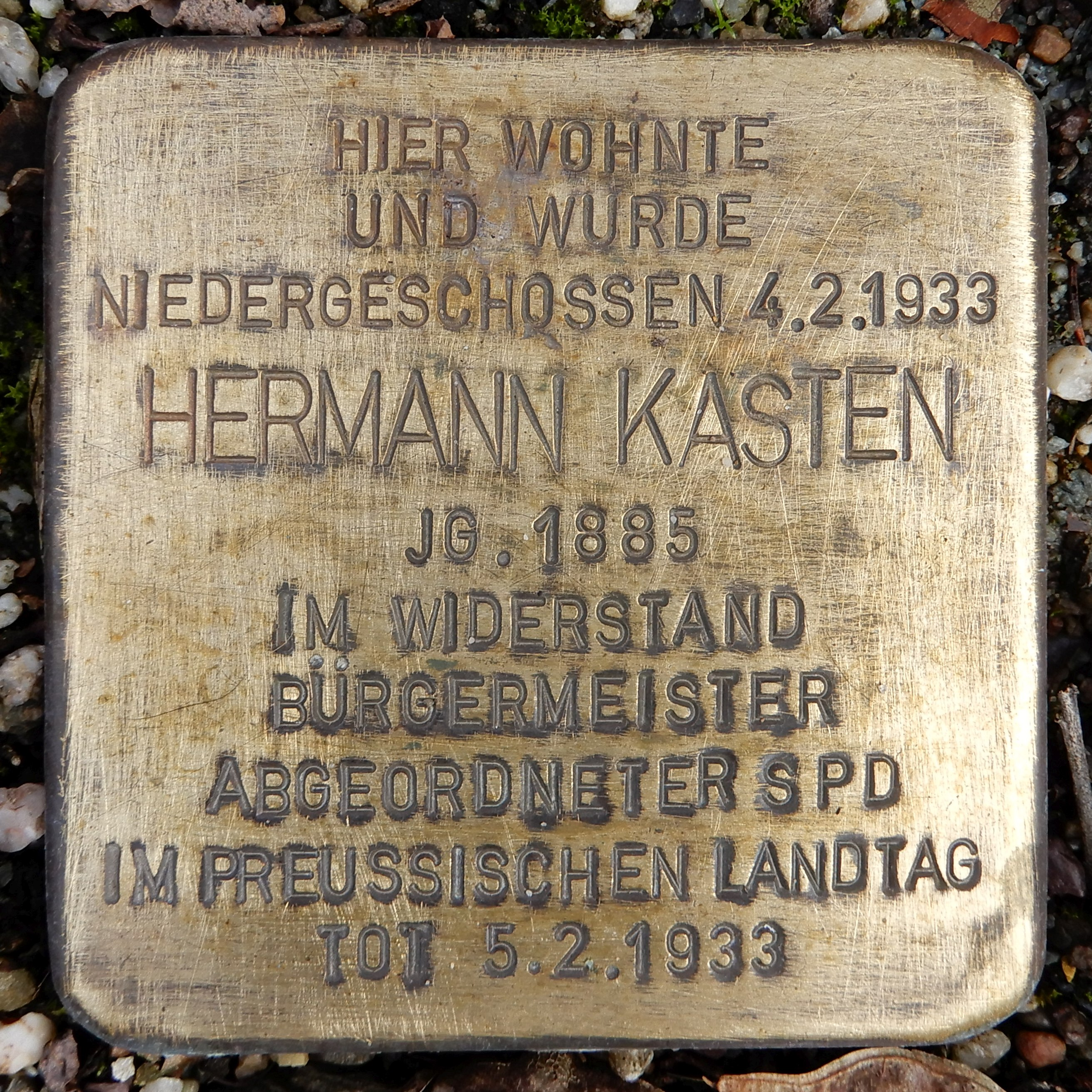
Stolperstein für Hermann Kasten, Parkstraße 8, Staßfurt

Am 14. Juni 2013 wurde vor dem Wohnhaus Hermann Kastens in Staßfurt ein Stolperstein des Kölner Künstlers Gunter Demnig verlegt.